# Тер-Акопьян, Гурген Мкртычевич
Гурген Мкртычевич Тер-Акопьян (11 октября 1935, Краснодар) — главный научный сотрудник Лаборатории ядерных реакций Объединенного института ядерных исследований (г. Дубна).
Окончил Ленинградский политехнический институт (1958), специализация — экспериментальная ядерная физика.
С 1958 г. работает в ОИЯИ, начальник Лаборатории ядерных реакций, в настоящее время — главный научный сотрудник Лаборатории ядерных реакций. Профессор МИФИ.
Доктор физико-математических наук (1984), профессор (1990).
Научные достижения:
- Обнаружил явление испускания запаздывающих протонов.
- Исследовал ряд излучателей запаздывающих протонов тяжелее олова.
- Разработал новый метод изучения спонтанного деления ядер, основанный на регистрации актов одновременного испускания нескольких нейтронов.
- Установил предел содержания СТЭ в Солнечной системе, 10-14 г/г, и в земной коре — 10-13 г/г.
- Создал установку — сепаратор ВАСИЛИСА,
- Исследовал реакции слияния тяжелых ионов с ядрами с Z=63 — 93,
- Исследовал более десятка новых нуклидов с Z=82 — 102.
- Разработал новый метод изучения деления ядер.
- Создал сепаратор пучков радиоактивных изотопов (РИ) АКУЛИНА и комплекс криогенной тритиевой мишени, обеспечившие высокий мировой уровень исследований экзотических ядерных структур (4,5Н, 8,9,10Не, 6Ве, 17Ne, 26S).

Соавтор научного открытия «Протонный распад радиоактивных ядер» (В. А. Карнаухов, Г. М. Тер-Акопьян, В. Г. Субботин, Л. А. Петров). Номер и дата приоритета: № 35 от 12 июля 1962 г.
Лауреат Государственной премии СССР 1975 г. — за цикл работ по синтезу и изучению свойств атомных ядер и границ ядерной устойчивости.